# Stopplaats Nieuw Groeneveld
Nieuw Groeneveld (geografische afkorting Ngd) is een voormalige stopplaats aan de Centraalspoorweg tussen Utrecht en Zwolle. De stopplaats die dichter bij het plaatsje Hulshorst was gelegen dan het station dat die naam droeg was geopend van 20 augustus 1863 tot 4 oktober 1925 en lag tussen de huidige stations Harderwijk en Nunspeet.